# Liste der gambischen Auslandsvertretungen

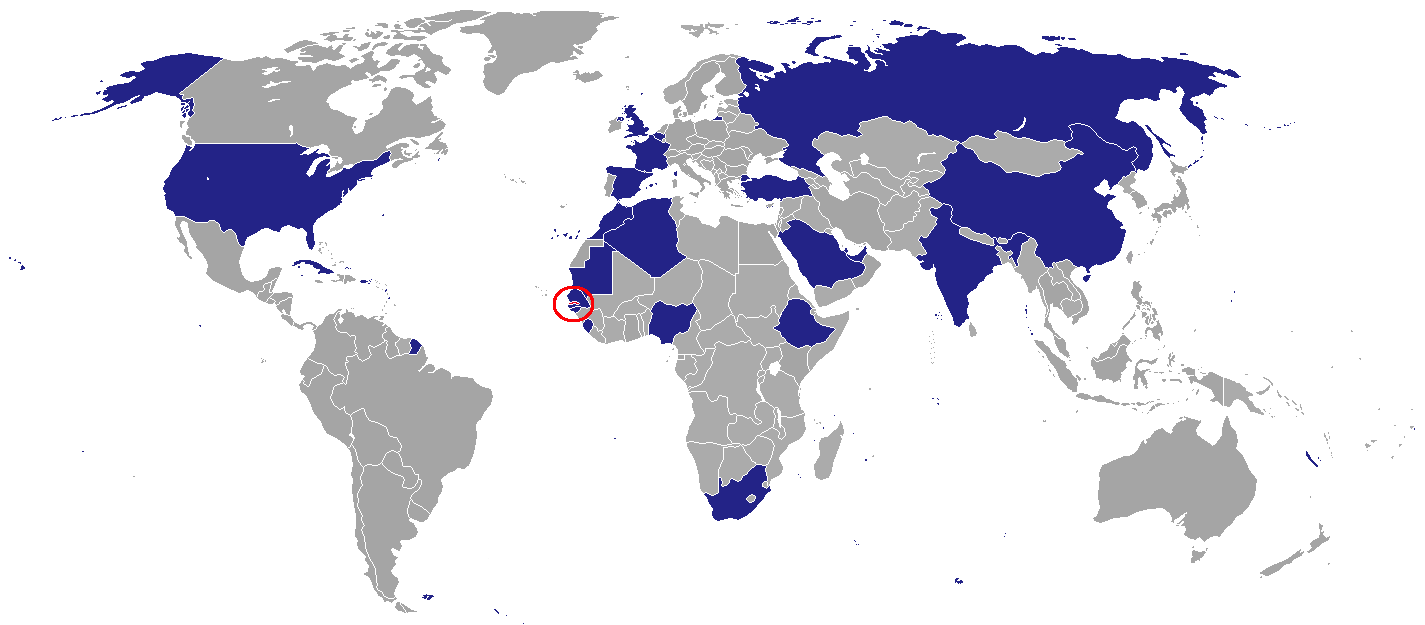
Standorte der diplomatischen Vertretungen der Republik Gambia

Die Liste der gambischen Auslandsvertretungen zeigt Botschaften, Hochkommissariate und Generalkonsulate der Republik Gambia.
Gambia wurde 1965 von Großbritannien unabhängig. Als relativ kleines Land in Westafrika hat Gambia nur eine begrenzte Zahl von Auslandsvertretungen im Ausland. Gambia ist eins der wenigen Länder, das offizielle diplomatische Beziehungen zu Taipeh (Republik China (Taiwan)) unterhält. Es unterhielt bis 1995 diplomatische Beziehungen zur Volksrepublik China, wechselte aber dann mit der neuen gambischen Regierung nach Taipeh.

## Liste der Auslands-Missionen
Europa
- Belgien
  - Brüssel (Botschaft), siehe Gambische Botschaft in Brüssel
- Frankreich
  - Paris (Botschaft)
- Ungarn
  - Budapest (Generalkonsulat)
- Vereinigtes Königreich
  - London (Hochkommissariat)
- Polen
  - Warschau (Konsulat)

Nordamerika
- Kuba
  - Havanna (Botschaft)
- Vereinigte Staaten
  - Washington, D.C. (Botschaft)
  - New York City (Generalkonsulat)

Südamerika
- Venezuela
  - Caracas (Botschaft)

Asien
- Volksrepublik China
  - Beijing (Botschaft)

Mittler Osten
- Iran
  - Teheran (Botschaft)
- Katar
  - Doha (Botschaft)
- Saudi-Arabien
  - Riad (Botschaft)
  - Dschidda (Generalkonsulat)
- Vereinigte Arabische Emirate
  - Abu Dhabi (Botschaft)

Afrika
- Äthiopien
  - Addis Abeba (Botschaft)
- Ghana
  - Accra (Hochkommissariat)
- Guinea-Bissau
  - Bissau (Botschaft)
- Mauretanien
  - Nouakchott (Botschaft)
- Marokko
  - Rabat (Botschaft)
- Nigeria
  - Abuja (Hochkommissariat)
  - Lagos (Generalkonsulat)
- Senegal
  - Dakar (Botschaft)
- Sierra Leone
  - Freetown (Hochkommissariat)

## Ständige Vertretungen bei internationalen Organisationen
(Auswahl)
- - Addis Abeba (Delegation bei der Afrikanischen Union)
  - Brüssel (Delegation bei den Vereinten Nationen)
  - New York City (Delegation bei den Vereinten Nationen)
  - Wien (Delegation in der UNIDO, CTBTO und den Vereinten Nationen in Wien)
  - Abuja (Delegation der ECOWAS)